# Książ Wielki
Książ Wielki (phát âm tiếng Ba Lan: [ˈkɕɔ̃ʐ ˈvjɛlkʲi]) là một ngôi làng ở Miechów, Voivodeship, ở miền nam Ba Lan. Đó là khu hành chính của Gmina Książ Wielki. Nó nằm cách khoảng 13 kilômét (8 mi) về phía đông bắc Miechów và 45 km (28 mi) về phía bắc thủ phủ Kraków. Làng có dân số là 820 người.
Khu định cư Książ Wielki lần đầu tiên được đề cập vào năm 1120, trong biên niên sử của một tu viện Currian ở Jędrzejów. Vào cuối thế kỷ 14, ngôi làng thuộc về Spytek of Melsztyn, và nó đã giành được quyền thị trấn trong một thời gian khoảng 1333 - 1370. Vào thời điểm đó, Książ Wielki thuộc về Krakow Voivodeship của Lesser Poland và cho đến khi Phân vùng Ba Lan, nó là trụ sở của một quận, bao gồm các địa điểm như Miechów, Wolbrom và Jędrzejów. Vào thế kỷ 16, thị trấn có một trường học giáo xứ, Nó còn là một trung tâm quan trọng của Cải cách Tin lành, đặc biệt là chủ nghĩa Calvin. Năm 1795, Książ Wielki bị Áo sáp nhập (xem Phân vùng của Ba Lan). Năm 1815, nó trở thành một phần của Vương quốc Quốc hội do Nga kiểm soát. Năm 1875, như một hình phạt cho sự tham gia của người dân trong cuộc nổi dậy tháng 1, quân Nga đã giảm Książ Wielki xuống vị thế của một ngôi làng. Trong Thế chiến II, người Đức đã mở một khu tập trung Do Thái ở đây vào năm 1942. Hầu hết dân số Do Thái đã bị giết trong Holocaust, và vào đầu tháng 8 năm 1944, người Đức đã đốt cháy ngôi làng, giết chết 12 người vì những người này đã hỗ trợ cho Quân đội Ba Lan.
Książ Wielki có một nhà thờ Chúa Thánh Thần (1381) và nhà thờ giáo xứ St. Wojciech từ thế kỷ 14. Ngoài ra, nơi đây còn có một cung điện thời Phục hưng (1585 - 1595), bị phá hủy trong Cuộc nổi dậy Kościuszko và được xây dựng lại theo phong cách tân gothic (1841-1846), cũng như một giáo đường (1846).